# Querelle des Bouffons
La querelle des bouffons (letteralmente disputa dei comici, dal nome delle compagnie italiane di teatro itinerante) è una controversia tra due fazioni della Parigi del Settecento. L'oggetto della disputa era se il primato del teatro musicale contemporaneo spettasse al teatro lirico francese tradizionale oppure alle nuove correnti musicali di origine italiana e,  soprattutto, napoletana. È nota anche come la guerre des coins, ovverosia la guerra degli angoli, visto che i proponenti della supremazia francese sedevano nelle vicinanze del palco del re (coin du roi) e quelli della supremazia italiana presso il palco della regina (coin de la réine).

## Storia
Bouffons è termine con cui, fra il polemico e l'ironico, i parigini indicavano i cantanti-attori di piccole compagnie itineranti italiane che, nei teatri della capitale francese, rappresentavano intermezzi, pasticci e opere comiche, in Francia dette appunto bouffes. Il primo impiego del termine risale al 1729, quando fu allestito all'Académie Royale de Musique (il futuro Opéra national de Paris) l'intermezzo in tre parti Baiocco (originariamente Bacocco) e Serpilla di Giuseppe Maria Orlandini, interpreti il tenore Antonio Ristorini e il soprano Rosa Ungarelli.
Benché l'argomento fosse già dibattuto fin dall'inizio del secolo nell'ambito dei salotti d'élite, una polemica veemente scoppiò nel 1752: l'occasione fu la seconda rappresentazione a Parigi de La serva padrona di Giovanni Battista Pergolesi. Nella stessa serata fu allestita anche Acis et Galatée, una pastorale héroïque di Jean-Baptiste Lully rappresentata per la prima volta nel 1686. A giudizio dei fautori della supremazia del teatro musicale italiano (fra i quali v'erano i futuri enciclopedisti), La serva padrona era ammirevole per la piacevolezza dell'invenzione melodica, per la semplicità e per la freschezza del soggetto, a differenza del complesso lavoro di Lully.
In seguito si formarono due fazioni che presero nome dai settori della sala ove abitualmente si riunivano: il coin du roi comprendeva i sostenitori della musica francese; nel coin de la reine confluirono invece gli "italianisti". Dopo un anno di polemiche, espresse in numerosi libelli, la questione si era alquanto sopita, ma a soffiare sulle braci pensò Jean-Jacques Rousseau pubblicando la Lettre d'un symphoniste de l'Académie Royale de Musique à ses camarades de l'orchestre (divulgata nel settembre 1753) e la Lettre sur la musique française (apparsa due mesi più tardi), in aperta polemica col coin du roi. Un importante esponente del coin du roi fu invece il musicista Jean-Philippe Rameau, violentemente attaccato da Rousseau.
Nel 1754 Luigi XV, stanco delle polemiche, troncò la querelle decretando il bando dei bouffons dai teatri francesi.